# Ion Silver
Ion Silver AB är ett svenskt företag i Löddeköpinge som uppmärksammats för försök att sälja rengöringsmedel som alternativmedicinska preparat. Företagets VD Anders Sultan drev efter en granskning i Helsingborgs Dagblad ett förtalsmål mot tidningen men förlorade och ålades att betala både sina egna och tidningens rättegångskostnader.
Livsmedelsverket beslutade 2015 att företaget omedelbart måste upphöra med sin vilseledande marknadsföring och försäljning och förenade förbudet med ett vite på 800 000 kronor per tillfälle vid eventuella brott mot beslutet.. Ion Silver överklagade förbudet men Läkemedelsverket fick rätt i förvaltningsrätten.
Företagets VD Anders Sultan och dess styrelseordförande Michael Zazzio hotade då läkemedelsverkets utredare och chefsjurist med polisanmälan och polisanmälde enhetschefen Per-Åke Sandvold för ett flertal brott i tjänsten, däribland förtal, försök, förberedelse, stämpling och medverkan till brott, tjänstefel, brott mot regeringsformen i grundlagen samt för brott mot Europakonventionen om skydd för de mänskliga rättigheterna och grundläggande friheterna, men ärendet lades ner. Sultan anmälde då Sandvold till justitiekanslern men JK tog inte upp ärendet.
Läkemedelsverket krävde 2019 att Ion Silver skulle betala vite för att ha överträtt försäljningsförbudet. Under 2020 års Covid-19-pandemi hävdade Zazzio stöd för sina påståenden i en inspelning från 2014 med Anders Tegnell, vilket av Tegnell avfärdats som "en total lögn" och citat ryckta ur sitt sammanhang..